# James Harrison
James Christopher Harrison (Junee, 27 de diciembre de 1949-Umina Beach, Nueva Gales del Sur, 17 de febrero de 2025), también conocido como "El hombre del brazo de oro", fue un donante de plasma sanguíneo australiano. La inusual composición de su plasma se utilizó para fabricar un tratamiento para la enfermedad de Rhesus. Harrison realizó 1.269   donaciones durante toda su vida, y se estima que ayudó a que más de dos millones de bebés nacieran sin esa enfermedad.

## Biografía
James Harrison nació el 27 de diciembre de 1949. A la edad de catorce años, fue sometido a una operación quirúrgica de importancia en el pecho, que requirió la transfusión de trece litros de sangre y tras la que requirió de meses de hospitalización. Tras la experiencia, hizo la promesa de comenzar a donar sangre en cuanto cumpliese la edad legal para ello en Australia, entonces de dieciocho años.
Harrison comenzó a donar en 1965. Tras las primeras donaciones, se descubrió que su sangre contenía un anticuerpo inusualmente fuerte y persistente llamado inmunoglobulina RHo (D) (RHo (D) immune globulin). Rho(D)IG se usa para evitar una respuesta inmune al tipo sanguíneo Rh positivo en las personas con el tipo sanguíneo Rh negativo. Se administra a mujeres con Rh negativo madres de bebés de Rh positivo, durante y después del embarazo, para evitar la creación de anticuerpos contra la sangre de un niño Rh positivo. Esos anticuerpos, con el fenómeno de incompatibilidad posterior, hacen que aparezca la enfermedad de Rhesus, la forma más común de la enfermedad hemolítica del recién nacido (HDN). 
La singularidad de su sangre se consideró tan importante que su vida se aseguró por un millón de dólares tras el descubrimiento. Las investigaciones basadas en su plasma acabaron en la creación de la inmunoglobulina anti-D comercial comúnmente conocida como RhoGAM. Se estima que derivados de su plasma sangüíneo se han dado ya como tratamiento a una de cada diez mujeres embarazadas cuya sangre potencialmente podría ser incompatible con la de sus hijos.
A través de las donaciones de su plasma, se estima que Harrison ha ayudado a evitar que mueran más de 2.4 millones de niños a causa de HDN.
James Harrison fue galardonado con la Medalla de la Orden de Australia el 17 de junio de 1987. 
Harrison llegó a su donación número 1.000 en mayo de 2017. Esto se traduce en un promedio de una donación cada tres semanas durante 57 años. 
El 11 de mayo de 2024 (tiempo de Australia), James hizo su última donación de sangre ya que llegó al límite permitido por la ley por su edad. Es un día triste para mí. El final de una larga carrera [...] Yo continuaría haciéndolo, si me lo permitieran, dijo el Sr. Harrison durante su última extracción en el Centro de Donantes del Ayuntamiento en la donación número 1173 a la edad de 81 años.